# Youssouf Fofana
Youssouf Fofana, född 10 januari 1999, är en fransk fotbollsspelare som spelar för AC Milan och Frankrikes landslag.

## Klubbkarriär

### Ungdomskarriär
Fofana är född i Paris och spelade mellan 2005 och 2013 för Espérance Paris. Därefter spelade han som ung för Red Star och Drancy. Som 13-åring gick Fofana även med i elitakademin Clairefontaine, där han spelade fram till 2014.

### Strasbourg
Den 21 februari 2017 värvades Fofana av Strasbourg. Han spelade mellan 2017 och 2018 34 ligamatcher och gjorde fyra mål för klubbens reservlag i den franska femtedivisionen.
Fofana debuterade i Ligue 1 den 24 augusti 2018 i en 2–0-förlust mot Lyon, där han blev inbytt i den 84:e minuten mot Ibrahima Sissoko. I september 2018 skrev Fofana på sitt första proffskontrakt med Strasbourg; ett treårskontrakt. Han gjorde sin första match från start samt sitt första mål den 30 oktober 2018 i en 2–0-vinst över Lille i Coupe de la Ligue. Strasbourg vann senare under säsongen 2018/2019 Coupe de la Ligue och Fofana spelade spelade fyra matcher i cupen, men satt på bänken i finalen mot Guingamp.
Under säsongen 2018/2019 spelade Fofana även 17 ligamatcher och gjorde två mål samt en match i Coupe de France. Sitt första mål i Ligue 1 gjorde han den 19 januari 2019 i en 5–1-vinst över AS Monaco. I premiären av säsongen 2019/2020 mot Metz skadade Fofana sig, och blev därefter borta från spel i två månader med en stukad fotled. I oktober 2019 förlängde han sitt kontrakt i Strasbourg fram till 2023. Fofana spelade totalt 19 tävlingsmatcher och gjorde ett mål för klubben under säsongen 2019/2020.

### AS Monaco
Den 29 januari 2020 värvades Fofana av AS Monaco, där han skrev på ett 4,5-årskontrakt. Fofana spelade sju ligamatcher för Monaco under säsongen 2019/2020 innan den avbröts på grund av coronaviruspandemin.
Säsongen 2020/2021 bildade Fofana ett framgångsrikt par med Aurélien Tchouaméni på det defensiva mittfältet. Han var under säsongen en del av Monacos trupp som tog sig till final i Coupe de France, där de dock förlorade mot Paris Saint-Germain.

### AC Milan
Den 17 augusti 2024 värvades Fofana av AC Milan, där han skrev på ett fyraårskontrakt.

## Landslagskarriär
I mars 2019 var Fofana lagkapten för Frankrikes U20-landslag i en vänskapsmatch mot USA. Han var en del av Frankrikes trupp vid U20-världsmästerskapet 2019 och spelade fyra matcher samt gjorde ett mål innan Frankrike blev utslagna i åttondelsfinalen mot USA.
Fofana debuterade för U21-landslaget den 19 november 2019 i en 3–1-förlust mot Schweiz, där han blev inbytt i den 58:e minuten mot Boubacar Kamara. Efter en framgångsrik säsong i Monaco blev Fofana den 20 maj 2021 återigen uttagen i U21-landslaget till slutspelet i U21-EM 2021.
I november 2022 blev Fofana uttagen i Frankrikes trupp till VM 2022.

## Meiter
RC Strasbourg
- Vinnare av Coupe de la Ligue: 2018/2019